# Pseudohemiodon devincenzii
Pseudohemiodon devincenzii är en fiskart som först beskrevs av Señorans, 1950.  Pseudohemiodon devincenzii ingår i släktet Pseudohemiodon och familjen Loricariidae. Inga underarter finns listade i Catalogue of Life.